# Phare de Clipperton
Pour les articles homonymes, voir Clipperton.
Le phare de Clipperton était situé sur l'île Clipperton dans l'océan Pacifique.

## Histoire

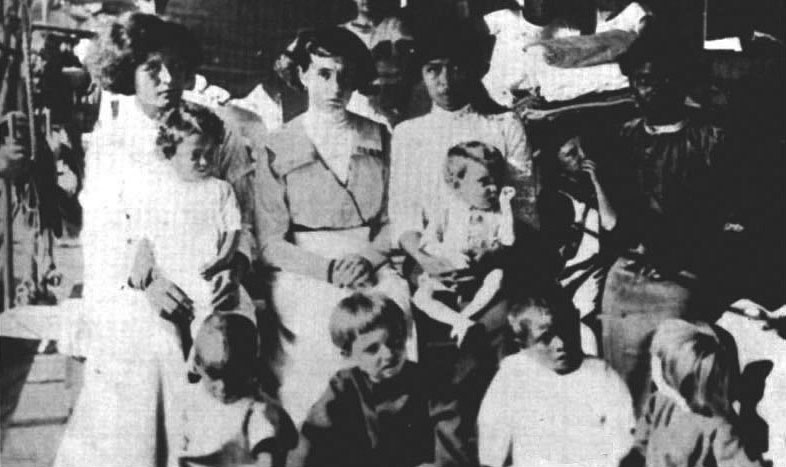
Les survivants de Clipperton.

Le phare est une tour cylindrique conçue par l'ingénieur Eugène de Michelon. Il est construit en 1906 lorsqu'un détachement de militaires mexicains et leurs familles s'y installent. En 1915, 27 habitants y demeurent encore dirigés par le capitaine Ramón Arnaud. Après le départ d'Arnaud, il ne reste sur l'île que des femmes et des enfants et le gardien du phare nommé Victoriano Álvarez. Celui-ci devient tyrannique et exige les faveurs sexuelles des femmes sous peine de mort. Après deux années de terreur, Alicia Rovira, la veuve d'Arnaud et Tirza Randon, assassinent à coups de marteau et de couteau, le gardien du phare. Elles abandonnent son corps au pied du phare et le laissent être dévoré par les crabes.
Elles sont sauvées le lendemain, 17 juillet 1917, par une canonnière américaine, l'USS Yorktown (en). 
Le phare est désactivé et abandonné en 1938. Il n'en reste que des ruines.